# 반고양이
반고양이(Van cat)은 튀르키예 아르메니아고원의 반 호수 지역에서 발견되는 고양이과 동물이다.
반고양이는 비교적 몸집이 크고, 분필 색의 흰 털을 갖고 있으며, 머리와 뒷부분이 붉은 색을 띠기도 하며, 푸른색 또는 호박색 또는 오드아이를 가지고 있다. 이 품종은 "수영 고양이"로 불리며 밴 호수에서 수영하는 것이 관찰되었다.
자연적으로 발생하는 반고양이 유형은 터키시 반 품종의 기본이 되는 것으로 널리 알려져 있으며, 많은 고양이 애호가 단체들에 의해 표준화되고 인정받고 있다. 하지만, 이 품종 창시자들의 글 중 하나는 공식 품종을 발견하기 위해 사용된 고양이들이 반 호수 지역 이외의 터키의 다른 지역에서 왔다는 것을 나타낸다. "터키 반키시"(Turkish Vankisi)라는 용어는 일부 단체에서 표준화된 터키시 반 품종의 백색 표본의 이름으로 혼용되어 사용되고 있다.